# 三津山定
三津山 定（みつやま さだむ、1960年4月 - ）は、日本の経営者。JA静岡中央会代表理事副会長、JA静岡市代表理事組合長。

## 人物・経歴
1960年4月生まれ。1983年3月千葉商科大学商経学部卒業。同年静岡市農業協同組合入組。2009年あさはた支店開発次長、2010年長田支店次長、2013年金融業務課課長、2017年企画部長兼広報課長、2018年企画部長、2020年代表理事専務、2023年代表理事組合長。同年JA静岡中央会代表理事副会長。